# مولهايم أن در رور
مولهايم أو مُلْهَيم (بالألمانية: Mülheim أو Mülheim an der Ruhr) ومعنى اسمها "المدينة على النهر"، هي مدينة تقع في شمال ولاية "شمال الراين - فيستفاليا، غربي ألمانيا. وهي مركز صناعي مهم خاصة للصناعات الغذائية. تتبع منطقة دوسلدورف.

## توأمة
لمولهايم أن در رور اتفاقيات توأمة مع كل من:
- كفار سابا
- دارلينغتون
- تور
- Kuusankoski [الإنجليزية]‏
- أوبولي (1989 -)[9]
- إسطنبول
- قلقيلية
- كوفولا

## أعلام
- لودويغ شولتز
- هيلج شنايدر
- لارس بورغسمولر
- هانيلورة كرافت
- فريتز بوخلوه
- فيرنر بيست
- توماس ويزنمان
- كريستيانه فيبر
- إميل فوغل
- سيغفريد رضا